# Marija Pawlowna Romanowa (1890–1958)

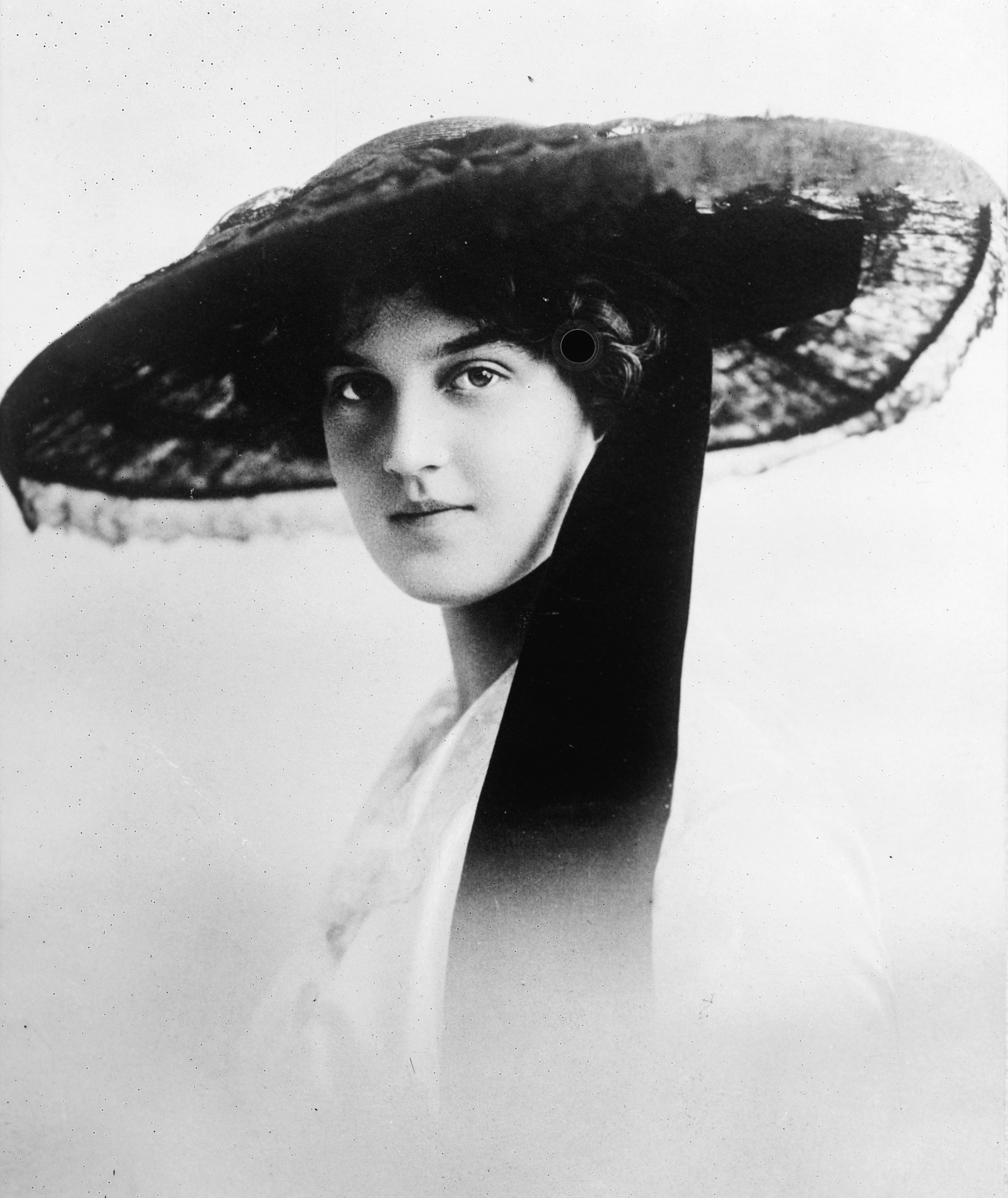
Marija Pawlowna (1912)

Großfürstin Marija Pawlowna Romanowa (russisch Великая Княгиня Мария Павловна, wiss. Transliteration Velikaja Knjaginja Marija Pavlovna; * 6. Apriljul. / 18. April 1890greg. in St. Petersburg; † 13. Dezember 1958 in Konstanz) war eine Prinzessin aus dem Hause Romanow-Holstein-Gottorp.

## Leben

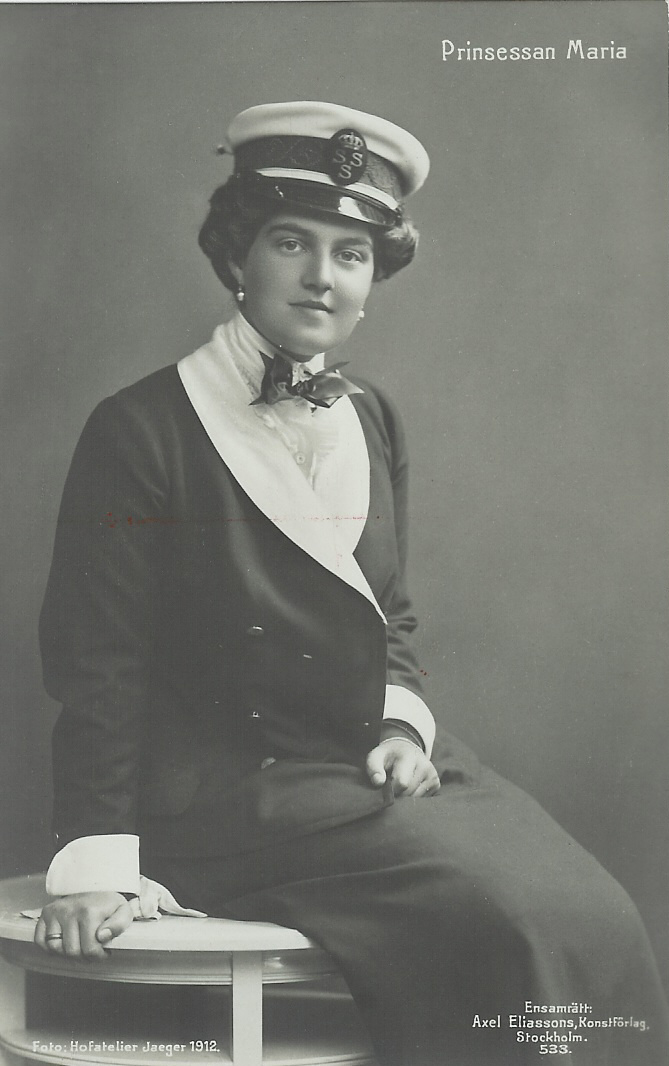
Marija Pawlowna 1912

Marija Pawlowna war einzige Tochter des russischen Großfürsten Pawel Alexandrowitsch Romanow (1860–1919) und dessen Cousine und Ehefrau, Prinzessin Alexandra von Griechenland und Dänemark (1870–1891). Knapp ein Jahr nach Marijas Geburt stürzte ihre Mutter, im siebten Monat schwanger, am Ufer der Moskwa, und brachte einen Tag später den Sohn Dmitri Pawlowitsch zur Welt. Darauf fiel sie ins Koma und starb sechs Tage später mit nur 21 Jahren. Während seiner Ehe führte ihr Ehemann Pawel eine ménage a trois mit der verheirateten Olga von Pistohlkors, die 1902 seine zweite Ehefrau wurde.
Marija Pawlowna und ihr jüngerer Bruder wuchsen bei Verwandten auf, dem Großfürsten Sergei Alexandrowitsch Romanow und seiner Frau, Prinzessin Elisabeth von Hessen-Darmstadt. Sie wurden ausschließlich zu Hause von Gouvernanten und Tutoren mit Hilfe der Bibliothek unterrichtet. Neben Geographie, Geschichte, Mathematik, Kunst, Tanz und Musik lernte sie auch Französisch, Englisch und Deutsch. Bis zu ihrer Hochzeit war die französische Gouvernante Mademoiselle Hélène ihre ständige Begleiterin.
Pawlownas Ziehvater starb am 4. Februar 1905 durch ein Bombenattentat, ausgeführt von Iwan Kaljajew, einem Terroristen der revolutionären Bewegung. Seine Ehefrau Elisabeth gründete nach dem Trauerjahr das Martha-Maria-Kloster in Moskau und stand diesem als Äbtissin vor.

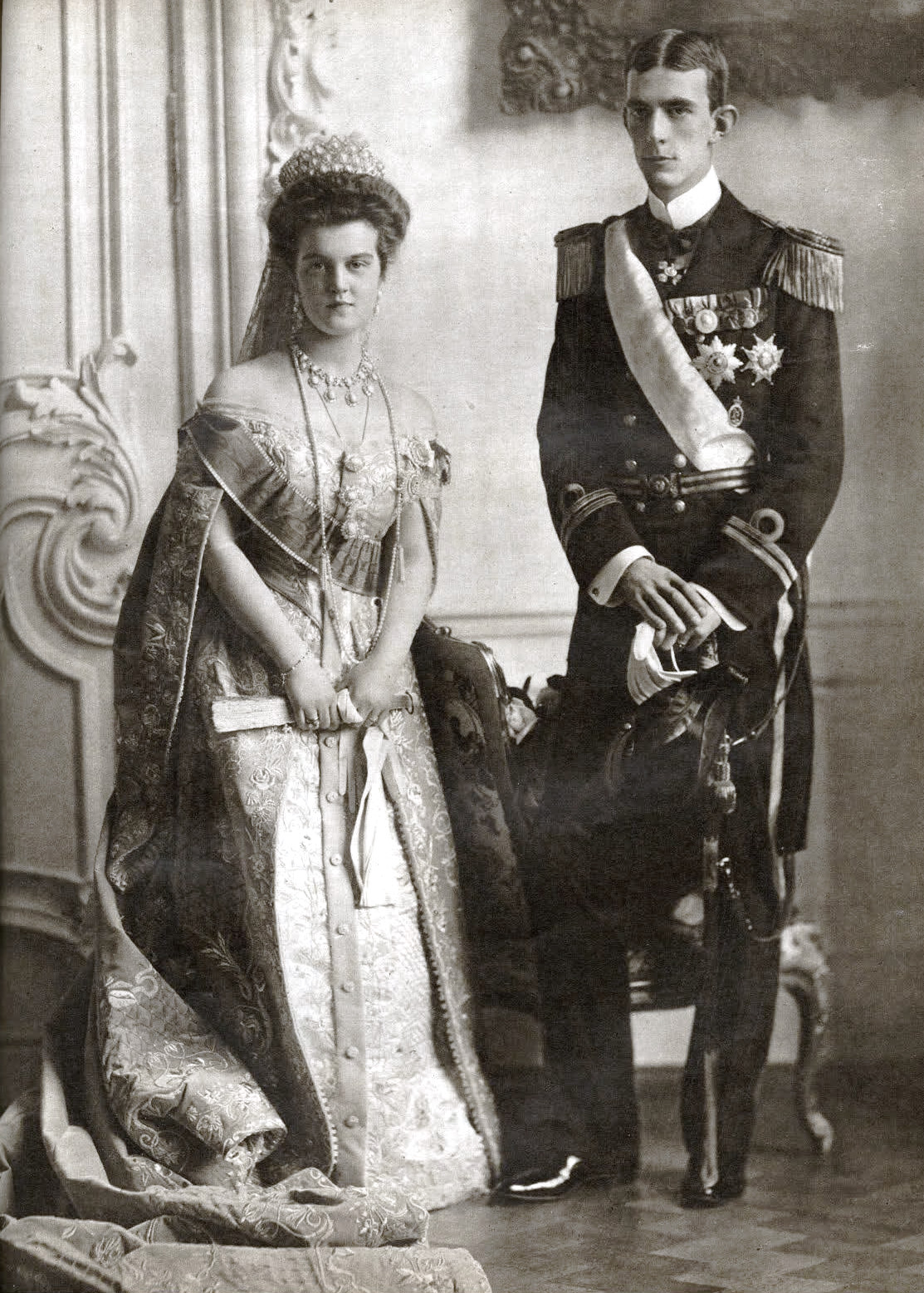
Hochzeitsbild, 1908

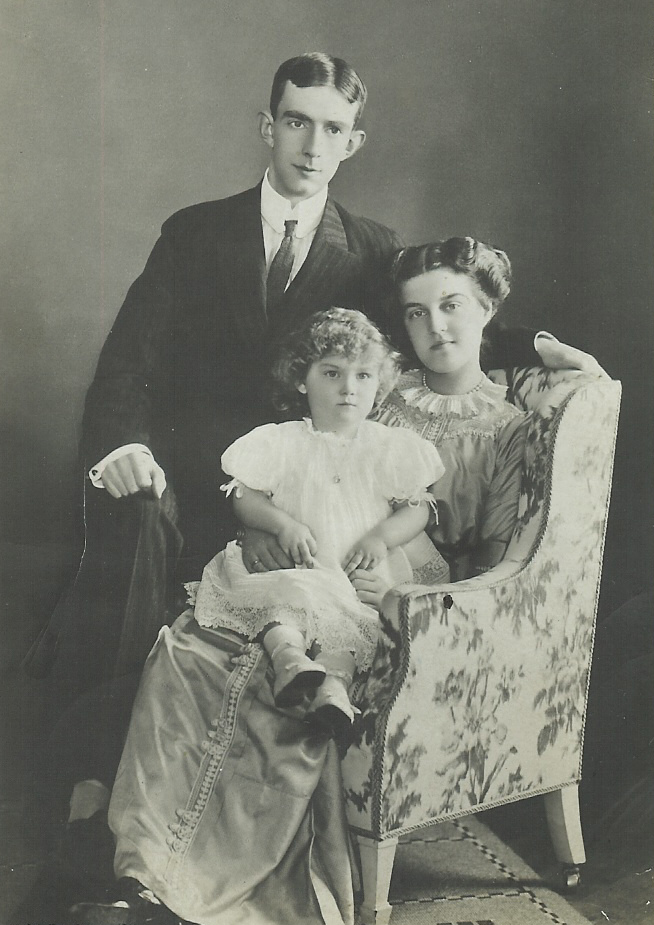
Das Herzogspaar mit Sohn Lennart, 1911

Am 3. Mai 1908 heiratete Maria Pawlowna in Zarskoje Selo den schwedischen Prinzen Wilhelm, Herzog von Södermanland (1884–1965), den zweiten Sohn von König Gustav V. von Schweden und dessen Frau Viktoria von Baden. Aus der Ehe, die allen Berichten zufolge anfangs glücklich verlief, ging der Sohn Lennart Bernadotte (1909–2004), Herzog von Småland und späterer Graf Bernadotte af Wisborg, hervor. Im Jahre 1913 verließ sie Mann und Sohn und ging nach Russland. Das Sorgerecht für ihren Sohn blieb bei ihrem Mann, und der Sohn sah seine Mutter in den Jahren danach nur selten.
In zweiter Ehe heiratete Pawlowna am 19. September 1917 den Fürsten Sergej Michajlowitsch Putiatin (1893–1966). 1918 gebar sie in Sankt Petersburg ihren zweiten Sohn Roman Sergejewitsch Fürst Putiatin († 1919). Während der Revolution floh sie über die Ukraine nach Rumänien und lebte später im Exil in Paris. Schon bald sammelten sich dort weitere Romanows und pflegten die russische Kultur und das Kunstgewerbe. Maria Pawlownas Arbeiten fanden Anerkennung und wurden ausgezeichnet. 1921 gründete sie das Atelier Kitmir, in dem bestickte Stoffe für das Haus Chanel angefertigt wurden. Ihre zweite Ehe wurde 1923 geschieden. Um 1930 verließ Marija Pawlowna Paris und zog in die Vereinigten Staaten. Dort schrieb sie ihre Biografie, die ein großer Erfolg wurde, und arbeitete als Fotografin und Schriftstellerin. Nach dem Tod ihres Bruders Dmitri Pawlowitsch 1942 zog sie nach Argentinien und ließ sich in Buenos Aires nieder. Hier arbeitete sie als Puppenmalerin und Zeichnerin für Trickfilmfiguren sowie als Schriftstellerin für eine argentinische Zeitung.
1952 kehrte Maria Pawlowna nach Europa zurück. Zunächst wohnte sie in München und besuchte regelmäßig ihren Sohn Lennart und dessen Familie auf der Insel Mainau. Die letzten Monate ihres Lebens verbrachte sie im Sanatorium Bellevue in Kreuzlingen am Bodensee. Sie starb 1958 in einem Konstanzer Krankenhaus und wurde in der Schlosskapelle der Insel neben ihrem Bruder, Großfürst Dmitri, beigesetzt.

## Werke (Auswahl)
- 1930 Education of a Princess – a Memoir
- 1932 A Princess in Exile